# グーシュ・エツヨン

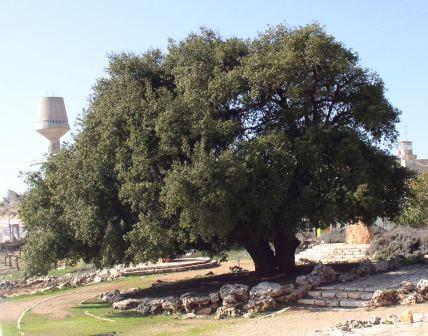
グーシュ・エツヨン中心部、「アロン・シェヴートの脇にある歴史的オークの木。この木がよくグーシュ・エツヨンの目印になり、自治体のシンボルともなっている。

グーシュ・エツヨン(ヘブライ語: גוּשׁ עֶצְיוֹן、英語: Gush Etzion、エツヨン圏(bloc)の意)はユダヤ・サマリア地区（ヨルダン川西岸地区）に設けられたユダヤ人入植地の集合体の一つであり、ベツレヘムとヘブロンの間、海抜約950メートルに位置している。

## イギリス委任統治時代
近代において、この地へのユダヤ人の定住は、1927年、居住地ミグダル・エデルの開拓に始まったが、嘆きの壁事件を通して居住者たちはこの地を退かねばならなくなった。
1932年、当地のアラブ人たちからヘブロン山の多くの土地を買い取ったシュムエル・ツヴィー・ホルツマン(グーシュ・エツヨンの名は、彼が自らの名前を「エツヨン」というヘブライ語名に変更したことに由来する)を創始者とする「エル・ハハル(その山の神の意)」社によって、二度目の定住が試みられる。
しかしこの試みも1936-1939 パレスチナのアラブ人大反乱によって失敗に終わった。
三度目の試みは「クブツァット・アブラハム」のメンバーがキブツ・クファル・エツヨンを建てた1943年であった。
1947年までの間に、更にマシュオット・イツハク、エイン・ツリーム、レヴァディームの三つの居住地が建てられた。
独立戦争時、アラブ人たちは、これらの居住区に対し攻城戦の包囲網を張り、彼らへの物資供給路を断ってしまった。
居住者たちは抵抗を試み、数度に渡って強化護衛隊、ナビー・ダニエル護衛隊、そして35部隊の援軍が彼らに派遣された。

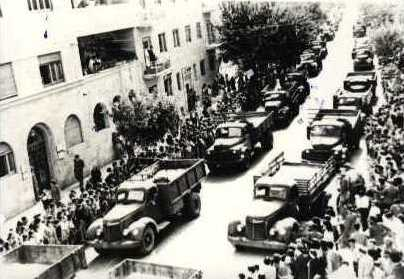
グーシュ・エツヨンの戦死者たちの葬儀。1950年、エルサレム。

ユダヤ暦5708年イヤールの月第4日(1948年5月13日)の木曜日、国家独立宣言のたった一日前に、クファル・エツヨンは滅ぼされてしまった。
防衛軍の数多く、キブツ員たち、パルマッハ軍の兵士たち、そしてヒッシュ軍の兵士たちが戦場のうちで亡くなっていった。
生存者たちはアラブ・レギオンの正規軍に降伏した後、アラブ・レギオンの兵士たちや当地のアラブ人たちによって虐殺され、たった四人の逃げ延びた兵士以外は皆殺しにされてしまった。
残りの三つのキブツは降伏し、防衛者たちはヨルダンの国防軍捕虜キャンプへと送還された。
この地域はヨルダン統治下に移り、これら居住地はほぼ完全に破壊し尽くされ、そこにヨルダン軍基地が建てられ、マシュオット・イツハク廃墟の上には難民キャンプが建てられた。
幾つかの居住地はイスラエルの違う場所を選んで再建された。ホフ・ハカルメルのニール・エツヨン、シャピール自治区のマシュオット・イツハクやエイン・ツリーム、ヨアブ自治区のキブツ・レヴァディームなどが例としてあげられる。

## 六日戦争以降
1967年の六日戦争後にこの地域がイスラエル統治下に戻ったとき、1948年以前のクファル・エツヨンの居住者たちの第二世代がキブツ・クファル・エツヨンを再建することになる。
エイン・ツリームやレヴァディームの廃墟の上にはキブツ・ローシュ・ツリームが建設される。
ユダヤ暦5760年、マシュオット・イツハクへ三度目の移住が始まり、マシュオット・イツハク廃墟の近くにはバット・アインが建てられた。
1969年には居住地アロン・シェヴートが建てられ、イェシヴァット・ハル・エツヨンのラビや弟子たちが住むことになる。
それから今日までの間に、この地域には更に14の居住地が建てられている。
地域内の居住区のほとんどが、グーシュ・エツヨン自治区に所属している。
居住地のエフラット、ベイタル・イリートはそれぞれ地域(Local)自治区、市(都市)という形態をとっている。
グーシュ・エツヨンのシンボルは、地域の中心に孤立しているオーク木であり、1967年以前より、見捨てられた居住地の場所を指し示すために、常にこの木を見張ってきたという歴史がある。
このオーク木に由来して、この居住区はアロン・シェヴート(帰還のオーク木の意)と呼ばれている。

## 地理
グーシュ・エツヨンの東側には、イスラエルの地のローマ統治時代にヘロデ大王の手によって建てられた、人工丘の上の非常に壮麗で堅固な古代都市の遺物である、ヘロディウム山がある。
地域の中央にはグーシュ・エツヨン・ジャンクションがあり、国道60号線を通じてグーシュ・エツヨンの居住区どうしを連絡している。